# Foreningen af Katolske Skoler i Danmark
Foreningen af Katolske Skoler i Danmark (FAKS) er katolsk forening i Københavns Kommune, som har til formål at repræsentere Danmarks 22 katolske skoler overfor det offentlige og andre skoleorganisationer både i ind- og udland. Foreningens hovedformål er at formidle et samarbejde mellem de katolske skoler i Danmark for at styrke skolerne, både principielt og konkret, i deres målsætning som katolske skoler.
Enhver privat grundskole og ethvert privat gymnasium godkendt som katolsk skole af den stedlige biskop (Czeslaw Kozon, pr. 2024) kan optages i foreningen. FAKS skolerne bygger alle på det kristne livs- og menneskesyn, således som det kommer til udtryk i evangeliet og Kirkens lære. De overordnede formålsparagraffer er næsten identiske for skolerne, men hvordan de enkelte delelementer i formålsparagrafferne udmønter sig besluttes på den enkelte skole.
Foreningens hovedadresse følger med den pågældende formand for bestyrelsens i alt fem medlemmer, som vælges for to år ad gangen. Foreningens nuværende formand er Dan Jensen fra Sct Ibs Skole i Horsens.
Foreningen har samarbejdet med Foreningen af Kristne Friskoler i at tale til de danske folkevalgte om fortsat mulighed for religiøs udøvelse på friskoler.

## Foreningens historie
Foreningen havde sin stiftende generalforsamling i Odense den 29. august 1965.
Foreningens formænd har blandt andet inkluderet nedenstående personer:
- Erling Tiedemann
- Jørgen Frost-Jensen
- Ole Meyer
- Georg Høhling
- Dan Jensen (siddende formand siden 2012)

## Foreningens medlemmer
De 22 katolske skoler i FAKS havde et samlet elevtal på 9.550 (pr. 5. september 2014), heraf 1398 katolikker, knap 15%.
- Sankt Joseph Søstrenes Skole i Charlottenlund
- Rygaards Skole i Hellerup
- Sankt Ansgars Skole på Nørrebro
- Sankt Annæ Skole på Amager
- Institut Sankt Joseph på Østerbro
- Niels Steensens Gymnasium på Østerbro
- Sankt Knud Lavard Skole i Kongens Lyngby
- Sankt Josefs Skole i Roskilde
- Sankt Pauls Skole i Taastrup
- Sankt Nikolaj Skole i Esbjerg
- Sankt Knuds Skole i Fredericia
- Sankt Ibs Skole i Horsens
- Sct. Michaels Skole i Kolding
- Sankt Birgitta Skole i Maribo
- Stenoskolen i Nakskov
- Sankt Joseph Søstrenes Skole i Nykøbing Falster
- Vor Frue Skole i Næstved
- Sankt Albani Skole i Odense
- Sankt Joseph Skole i Ringsted
- Sankt Norberts Skole i Vejle
- Sct. Mariæ Skole i Aalborg
- Sankt Knuds Skole i Århus

## Ekstern henvisning
- Foreningen af Katolske Skoler i Danmarks officielle hjemmeside Arkiveret 23. juli 2009 hos  Wayback Machine